# Eberstein
Eberstein è un comune austriaco di 1 319 abitanti nel distretto di Sankt Veit an der Glan, in Carinzia; ha lo status di comune mercato (Marktgemeinde). Nel 1871 ha inglobato il comune soppresso di Hochfeistritz e nel 1887 il comune catastale di Sankt Walburgen.